# Rio Frumoasa (Tazlău)
O Rio Frumoasa é um rio da Romênia, afluente do Tazlăul Mare, localizado no distrito de Bacău.